# Kőtörő aszúszegfű
A kőtörő aszúszegfű avagy egyszerűen kőtörő szegfű (Petrorhagia saxifraga, korábbi nevén: Tunica saxifraga) a szegfűfélék (Caryophyllaceae) családjába tartozó aszúszegfű (Petrorhagia) nemzetség három, Magyarországon is honos fajának egyike.

## Származása, elterjedése
Magyarország növényzetében szubmediterrán flóraelemnek számít. Elterjedésének északkeleti határa a Dunántúli-középhegységben húzódik: a Vértes északnyugati, homokos lejtőin nem ritka, de a Nyugat-Gerecsében már csak néhány ponton tűnik fel.

## Megjelenése, felépítése
Levele a többi aszúszegfűéhez hasonlóan szálas. Virága halvány, fehéres rózsaszín árnyalatú.